# پرستاری کل‌گرا (مجله)
مجله پرستاری کل‌گرا (به انگلیسی: Journal of Holistic Nursing) مجله‌ای نقد همترازی پرستاری است که از سال ۱۹۸۳ در آمریکا به وسیلهٔ انتشارات سِیج (SAGE Publications) به عنوان مجله رسمی انجمن پرستاران کل آمریکا (American Holistic Nurses Association) به صورت فصلی منتشر می‌شود.
این مجله در راستای آمیزش هرچه آسان‌تر دورنمای کل‌نگری در پرستاری کل با پزشکی سنتی غرب است و توسط پایگاه‌های دادۀ زیر اندکس می‌شود:
- سی‌آی‌اِن‌اِی‌اِچ‌اِل (CINAHL)
- مدلاین (MEDLINE)
- پروکوئست (ProQuest)
- سیفتی‌لیت (SafetyLit)
- اسکوپوس (Scopus)